# Vrij Vooruit Voorshoven
Vrij Vooruit Voorshoven was een Belgische voetbalclub uit Voorshoven. De club sloot in 1978 aan bij de KBVB met stamnummer 8588.
In 2020 fuseerde de club met Waterloos VV tot KVV Waterloos-Voorshoven. Het stamnummer van VV Voorshoven verdween.

## Geschiedenis
VV Voorshoven sloot in maart 1978 aan bij de KBVB.
De club speelde nagenoeg zijn hele geschiedenis in Vierde Provinciale.
Enkel tussen 1988 en 1996 opereerde Voorshoven in Derde Provinciale, in 1989-1990 werd daar met een vijfde plaats het beste resultaat uit de clubgeschiedenis behaald. In de andere seizoenen moest de club doorgaans strijden tegen de degradatie.
In 1996 belandde men toch in Vierde Provinciale en ook daar werden maar zelden hoge ogen gegooid. In 2011-2012 strandde VV Voorshoven op de tweede plaats met slechts twee punten achterstand op kampioen Blauw Ster 61 Eisden. Daarna was de onderste middenmoot de verblijfplaats van de club.
In 2020 besloot men te fuseren met buur Waterloos VV om zo KVV Waterloos-Voorshoven te vormen. Men ging verder onder het stamnummer van die club.